# Wicked Games
«Wicked Games» — дебютний сингл канадського співака The Weeknd. Він був записаний на Site Sound Studios і зведений на Liberty Studios в Торонто. Продюсери Док Маккінні and Ілланджело спільно написали пісню та виконали весь інструментал. Спочатку записана для мікстейпу The Weeknd House of Balloons у 2011 році, пісня була перероблена та випущена як головний сингл для його альбому-збірки Trilogy 2012 року. Він був випущений як цифровий сингл 22 жовтня 2012 року XO та Republic Records. Після випуску сингл отримав широке визнання музичних критиків. 9 травня 2013 року «Wicked Games» отримав подвійний платиновий сертифікат Американської асоціації компаній звукозапису (RIAA) за поставку 2 000 000 одиниць у Сполучених Штатах.

## Музичний кліп
Прем'єра кліпу «Wicked Games» відбулася 18 жовтня 2012 року на YouTube-акаунті The Weeknd на Vevo. Відео починається з жінки, яка танцює в пальто без одягу, а потім камера повертається до співака. З моменту релізу музичне відео набрало понад 200 мільйонів переглядів на YouTube.

## Персонал
Титри адаптовані з приміток до Trilogy.
- The Weeknd — композитор, головний виконавець
- Док Маккінні — композитор, інструментування, продюсер
- Ілланджело — композитор, інструментування, зведення, продюсер
- Райнер Міллар Бланшар — композитор